# Высокотемпературный органический теплоноситель
Высокотемпературный органический теплоноситель (сокращённо ВОТ) — синтетические и минеральные масла, стойкие к высоким температурам. Состоят из высших диалкилбензолов. Диапазон рабочих температур от +15 до +450 °C. К ним относятся, в частности, динил (даутерм), терминол.
Высокотемпературные органические теплоносители применяются в технологических змеевиках, теплообменных аппаратах, котлах-утилизаторах и термомасляных котлах для производства кровельных материалов и асфальта, битумных и нефтеналивных терминалов, производства пищевых продуктов, в нефтехимии, лесопереработке, производстве лакокрасочных материалов и химволокна.
Преимущества по сравнению с паром — передача значительного количества тепловой энергии на большие расстояния за короткий промежуток времени. Пар при температуре +300 °C будет иметь давление от 90 бар и выше, что приводит к значительным капитальным и эксплуатационным затратам при высокой степени опасности. 